# 日本におけるカトリック教会

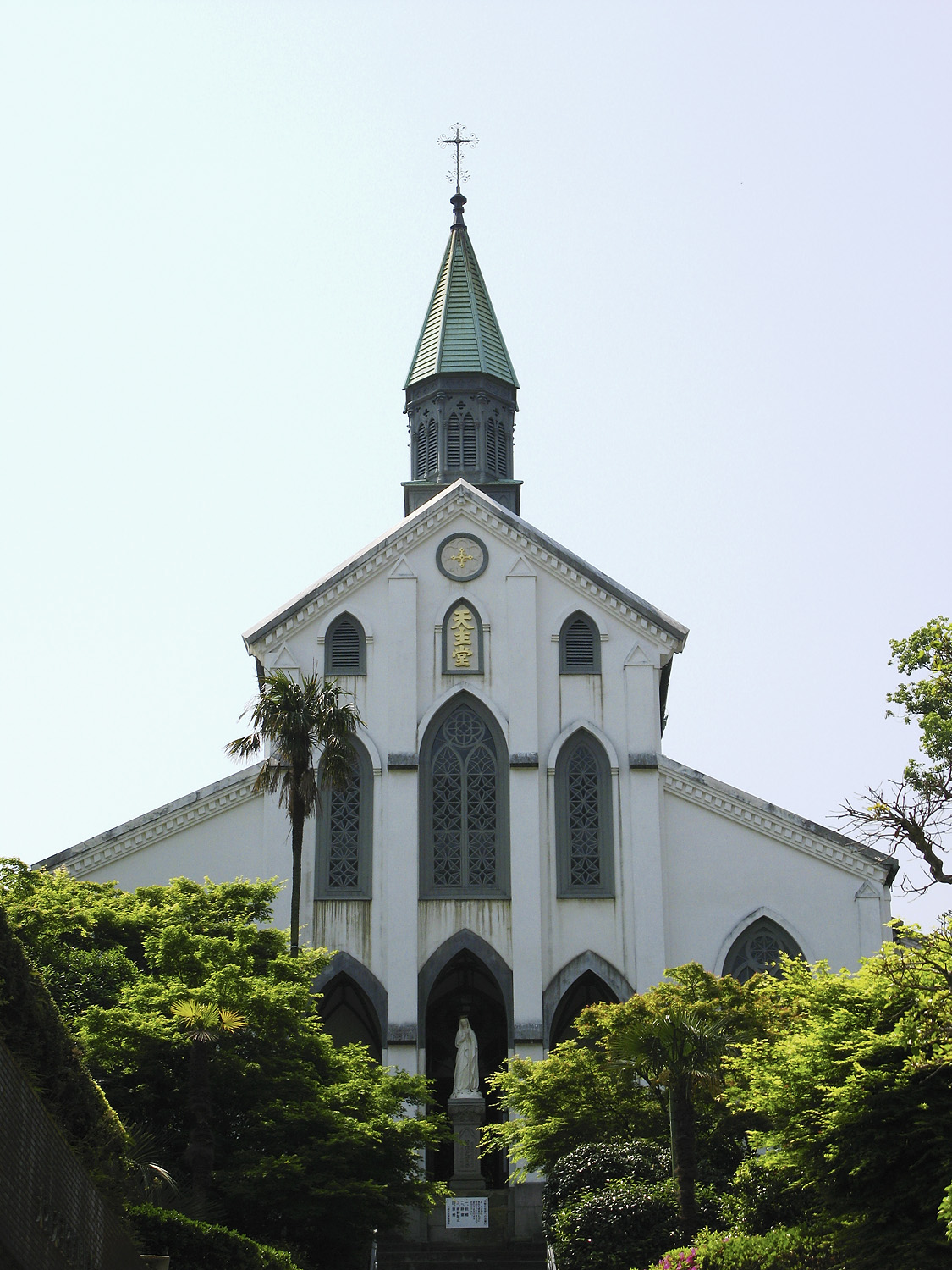
大浦天主堂（長崎市）

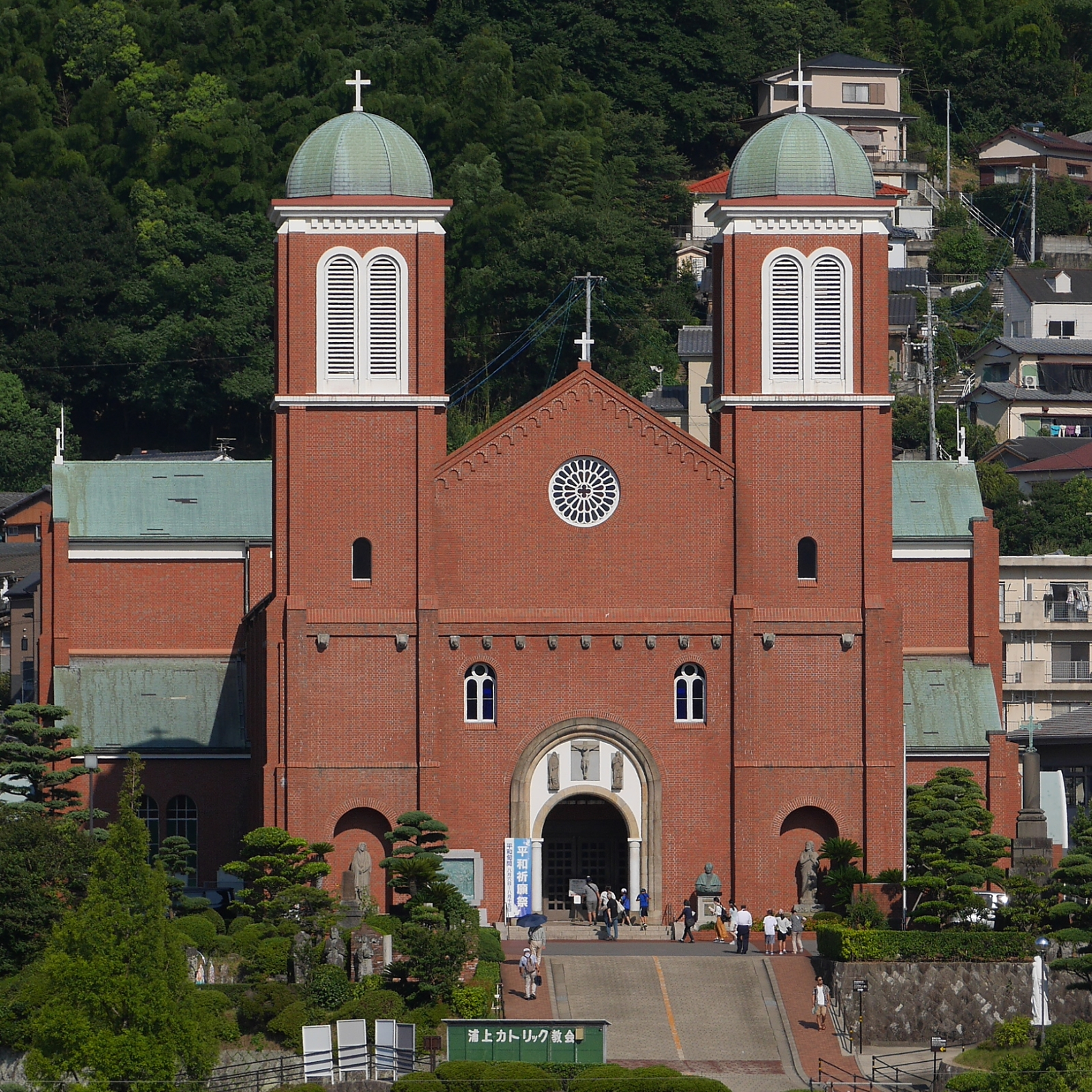
カトリック浦上教会（長崎市）

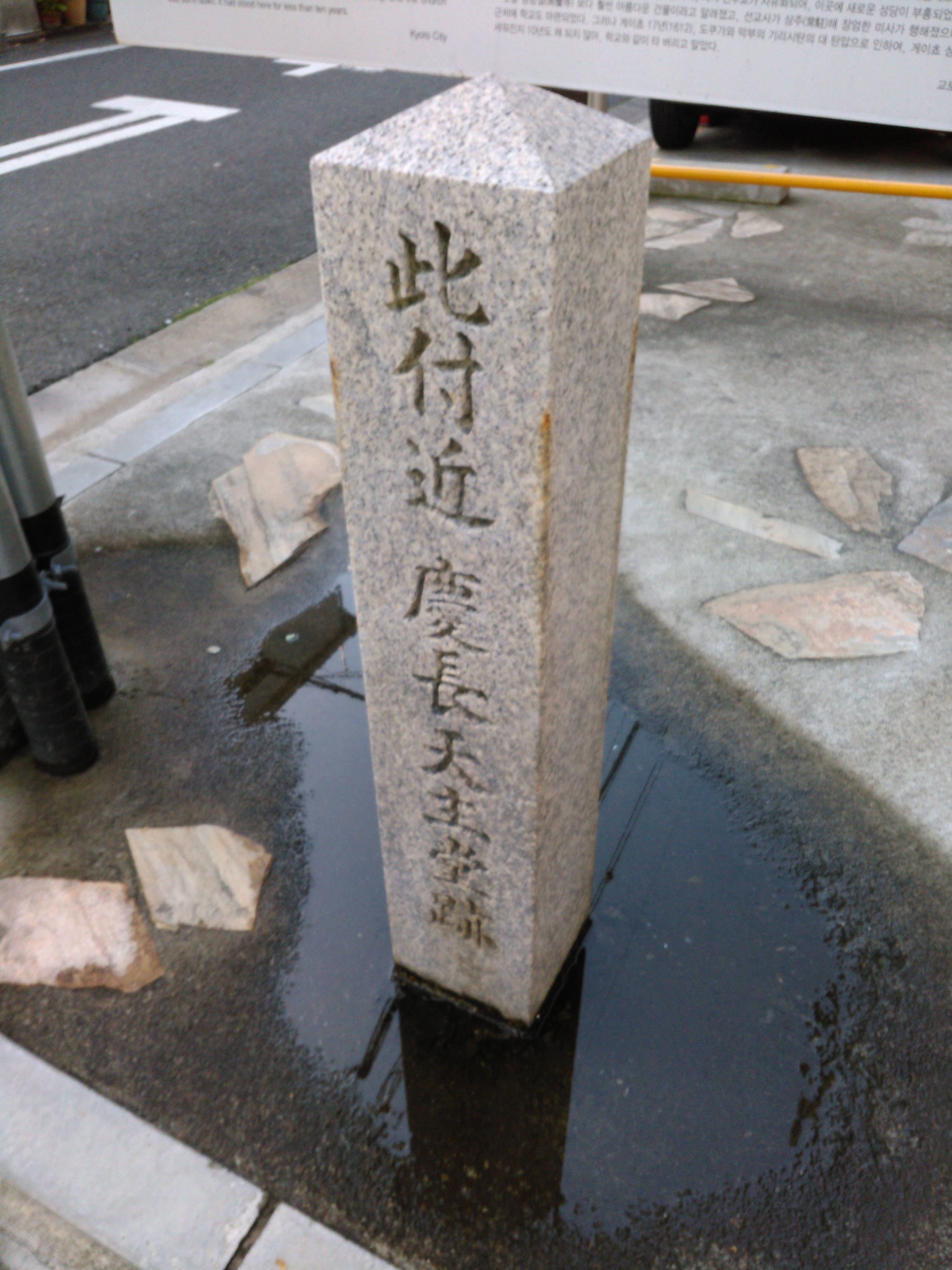
慶長天主堂跡石碑（京都市上京区）

この項目では日本におけるカトリック教会（にっぽん、にほんにおけるカトリックきょうかい）について概説する。

## 歴史
キリスト教（カトリック）は、日本に1549年、イエズス会宣教師のフランシスコ・ザビエルによって初めて伝えられ、キリシタンやキリシタン大名が増加した。その後、江戸時代には禁教となり弾圧されたが、一部の者は『隠れキリシタン』として、密かに信仰を受け継ぎ、幕末の1865年に長崎の大浦天主堂での「カトリック信徒発見」と、1873年の明治政府による禁教令撤廃で、再び宣教が行われるようになった。

## 統計
毎年夏に前年12月現在の集計（『カトリック教会現勢』）が取りまとめられてカトリック中央協議会から発表されるが、2019年12月現在の集計では、日本のカトリック教会の信者数は43万7,607人（聖職者・修道者・神学生を除く平信徒数は43万1070人）。日本の人口比では約0.343%と社会的少数者であるが、このうち長崎県（長崎大司教区）では隠れキリシタンの子孫が多くいた歴史的経緯もあり、人口の4.368%と突出して多い。その中でも佐世保市の黒島（約450人の島民の8割） 、平戸市民（2019年で人口約36000人のうち、カトリック信者は10%以上の約4600人）や五島列島の島民における信者の割合が高い（2016年で五島列島の総人口の約14.6%、新上五島町内では信者が総人口の約25%を占めている）。また、信者数の絶対数は減少傾向にあるが、それ以上に日本の人口減少が大きいため、結果として人口比ではほとんど変わらない傾向にある。
日本国内には961のカトリック教会、746の修道院があり、これらが41の医療施設、639の社会福祉施設、833の教育施設（ミッションスクール、特別支援学校等）を運営する（いずれも2019年12月現在）。
文化庁『宗教年鑑』平成29年版によると、日本のカトリック教会の信者数は44万1107人（これは2016年の集計値と一致する）で、日本においてキリスト教主流派およびキリスト教系新宗教すべてを含むキリスト教系教団の中では最大勢力とみられるが、日本の宗教教団全体では天照皇大神宮教（47万9067人）、生長の家（45万9531人）、円応教（44万9090人）など日本発祥の新宗教を下回る教勢に留まる。

## 教区概要

教区を表した地図

日本には15の教区（司教区）が置かれ、それぞれ司教が教区長を務める。このうち東京教区、大阪教区、長崎教区の3か所は大司教が教区長を務める大司教区となっており、同時に複数の教区を統括する教会管区となっている。またカトリック教会では、宗教法人法上の宗教法人格を持つのは各教区であり、個々の教会は法人格を持たない。司教座の置かれる教会は「司教座聖堂（カテドラル）」と呼ばれ、その所在する都市名（都道府県名ではない。東京以外は市町村名）が教区名となる。
各教区長を務める大司教や司教（教区管理者を任じられている名誉司教も含む）および教区長を補佐する協働司教や補佐司教は「カトリック新教会法」に基づいて組織された日本カトリック司教協議会に所属し、日本国内での横の連携を図っている。日本カトリック司教協議会とは「カトリック新教会法」第447条〜第459条に定められたカトリック教会の常設組織として、日本におけるカトリック教会の全国的な共通の事柄について協議し、時代に適合した活動を促進することを目的として設置された組織である。日本のすべての教区司教、協働司教、補佐司教、およびローマ使徒座または司教協議会より委託された特別の任務をもつ名義司教で構成される。カトリック中央協議会はこの運営・活動のためのよりよい奉仕をはかることを目的とした、いわば「実働部隊」である。

### 教区別詳細
各教区とそれぞれの司教座聖堂、司教（2022年4月現在）、管轄都道府県、小教区数及び信徒数（いずれも2017年末時点）は次のとおり。
| 教会管区     | 教区名           | 司教座聖堂   | 司教 | 管轄都道府県                                       | 小教区数 | 信徒数 |
| ------------ | ---------------- | ------------ | --- | -------------------------------------------------- | -------- | ------ |
| 東京教会管区 | 東京大司教区     | 関口教会     | タルチシオ菊地功枢機卿 ・（補佐司教: アンドレア・レンボ） ・（名誉司教: パウロ森一弘） ・（名誉司教: ヤコブ幸田和生）                     | 東京都 千葉県                                      | 76       | 95,484 |
| 東京教会管区 | 札幌司教区       | 北一条教会   | ベルナルド勝谷太治司教 | 北海道                                             | 57       | 16,091 |
| 東京教会管区 | 仙台司教区       | 元寺小路教会 | エドガル・ガクタン司教 ・（名誉司教: マルチノ平賀徹夫）                                                                                   | 青森県 岩手県 宮城県 福島県                        | 52       | 9,728  |
| 東京教会管区 | 新潟教区         | 新潟教会     | パウロ成井大介司教 | 秋田県 山形県 新潟県                               | 30       | 7,259  |
| 東京教会管区 | さいたま教区     | 浦和教会     | マリオ山野内倫昭司教 ・（名誉司教: マルセリーノ谷大二）                                                                                   | 埼玉県 茨城県 栃木県 群馬県                        | 54       | 21,376 |
| 東京教会管区 | 横浜司教区       | 山手教会     | ラファエル梅村昌弘司教 | 神奈川県 静岡県 山梨県 長野県                      | 77       | 54,815 |
| 大阪教会管区 | 大阪高松大司教区 | 玉造教会     | 大司教: トマス・アクィナス前田万葉枢機卿 ・（補佐司教：パウロ酒井俊弘） ・（名誉大司教: レオ池長潤） ・（名誉司教: 使徒ヨハネ諏訪榮治郎） | 大阪府 和歌山県 兵庫県 香川県 徳島県 愛媛県 高知県 | 102      | 53,524 |
| 大阪教会管区 | 名古屋教区       | 布池教会     | ミカエル松浦悟郎司教 ・（名誉司教: アウグスチヌス野村純一）                                                                               | 愛知県 岐阜県 富山県 石川県 福井県                 | 48       | 26,937 |
| 大阪教会管区 | 京都司教区       | 河原町教会   | パウロ大塚喜直司教 | 京都府 滋賀県 三重県 奈良県                        | 46       | 17,869 |
| 大阪教会管区 | 広島司教区       | 幟町教会     | アレキシオ白浜満司教 | 広島県 岡山県 鳥取県 島根県 山口県                 | 41       | 20,675 |
| 長崎教会管区 | 長崎大司教区     | 浦上教会     | ペトロ中村倫明大司教 ・（名誉大司教：ヨセフ高見三明）                                                                                     | 長崎県                                             | 72       | 60,362 |
| 長崎教会管区 | 福岡司教区       | 大名町教会   | ヨゼフ・アベイヤ司教 ・（名誉司教: ドミニコ宮原良治）                                                                                     | 福岡県 佐賀県 熊本県                               | 55       | 29,075 |
| 長崎教会管区 | 大分司教区       | 大分教会     | スルピス森山信三司教 ・（名誉司教: ペトロ平山高明）                                                                                       | 大分県 宮崎県                                      | 26       | 5,701  |
| 長崎教会管区 | 鹿児島司教区     | ザビエル教会 | フランシスコ・ザビエル中野裕明司教 ・（名誉司教: パウロ郡山健次郎）                                                                       | 鹿児島県                                           | 29       | 9,187  |
| 長崎教会管区 | 那覇教区         | 開南教会     | ウェイン・フランシス・バーント司教 ・（名誉司教: ベラルド押川壽夫）                                                                       | 沖縄県                                             | 13       | 6,104  |

### 教区の変遷
脚注が別途ないものは「カトリック中央協議会」の記載にもとづく。

#### 明治以前
- 1846年（弘化3年）5月1日 - 日本使徒座代理区の設立、パリ外国宣教会に委託される。
- 1876年（明治9年）5月22日[注釈 1] - 日本代理区を南緯代理区、北緯代理区の2つに分割。
- 1888年（明治21年） - 南緯代理区より近畿、中国、四国の3地方を分離し、中部代理区を新設。
- 1891年（明治24年）
  - 4月17日 - 北緯代理区から東北地方および北海道の函館地区を分離し、函館代理区を新設。
  - 6月15日、教階制（ヒエラルキー）実施。北緯代理区は東京大司教区に、函館代理区は函館教区に、中部代理区は大阪教区に、南緯代理区は長崎教区にそれぞれ昇格。
- 1904年（明治37年）1月27日 - 大阪教区より四国4県を分離し、四国使徒座知牧区を新設、知牧館は徳島に設置。

#### 大正・昭和（戦前）
- 1912年（大正元年）8月13日 - 函館教区より新潟、山形、秋田の3県を、また東京教区より富山、石川、福井の3県を分離し、新潟知牧区を新設。
- 1915年（大正4年）2月12日 - 函館教区より函館地区を除く北海道全土および樺太（サハリン）南部を分離し、札幌知牧区を新設、ドイツのフランシスコ会に委託。
- 1922年（大正11年）2月18日 - 東京教区より愛知、岐阜の2県が、また新潟知牧区より富山、石川、福井の3県が分離し、名古屋知牧区を新設。
- 1923年（大正12年）5月4日 - 大阪教区より中国5県を分離し、広島代理区を新設、ドイツのイエズス会に委託される。代理区長館は岡山に置かれた。
- 1927年（昭和2年）
  - 3月18日 - 長崎教区より鹿児島、沖縄の両県を分離し、鹿児島知牧区を新設、カナダのフランシスコ会に委託。
  - 7月16日 - 長崎教区より福岡、佐賀、熊本、宮崎、大分の5県を分離し、福岡教区を新設、パリ外国宣教会に委託。
- 1928年（昭和3年）3月29日 - 福岡教区は宮崎、大分両県をサレジオ修道会に委託。
- 1929年（昭和4年）3月30日 - 札幌知牧区は札幌代理区に昇格。
- 1932年（昭和7年）7月14日 - 札幌代理区から樺太南部を分離し、樺太知牧区を新設。
- 1935年（昭和10年）1月28日 - 福岡教区より宮崎、大分両県を分離し、宮崎知牧区を新設。
- 1936年（昭和11年）3月9日 - 函館教区は司教座を仙台に移転し、仙台教区と改称。
- 1937年（昭和12年）
  - 6月17日 - 大阪教区より奈良、三重、滋賀の1府3県を分離し、京都知牧区を新設、米国のメリノール宣教会に委託。
  - 11月9日 - 東京教区のパリ外国宣教会への委託が終了、また同教区より東京、千葉を除く8県を分離し、横浜教区を新設。
- 1939年（昭和14年）
  - 広島代理区長館が広島に移転。
  - 1月4日 - 横浜教区より埼玉、茨城、栃木、群馬の4県を分離し、浦和知牧区を新設。
- 1940年（昭和15年） - 広島代理区は岡山、鳥取両県での宣教司牧をイエズス会から淳心会に移管（1997年まで）。

#### 昭和（戦後）以降
- 1947年（昭和22年）1月13日 - 鹿児島知牧区よりトカラ列島、奄美諸島および沖縄県を分離し、教皇庁直轄の琉球列島使徒座管理区として一時的にグアム代理区（現：アガナ教区）に委託され、米国カプチン・フランシスコ修道会より宣教師を派遣[注釈 2]。
- 1949年（昭和24年）
  - 四国知牧館が高松に移転。
  - 1月21日 - 琉球管理区はグアム代理区を離脱し、カプチン会に委託。
- 1951年（昭和26年）7月12日 - 京都知牧区は京都教区に昇格。
- 1952年（昭和27年）
  - 2月28日 - 琉球管理区より、奄美群島を除く南西諸島の北部8島を鹿児島知牧区へ移管。
  - 12月11日 - 仙台教区に属していた函館地区を移管し、札幌代理区は併せて札幌教区に昇格。
- 1955年（昭和30年）
  - 2月25日 - 鹿児島知牧区は鹿児島教区に昇格。
  - 5月8日 - 琉球管理区より奄美群島を鹿児島教区に移管。
- 1957年（昭和32年）12月16日 - 浦和知牧区は浦和教区に昇格。
- 1959年（昭和34年）
  - 5月14日 - 長崎教区は長崎大司教区に昇格。
  - 6月30日 - 広島代理区は広島教区に昇格。
- 1961年（昭和35年）12月22日 - 宮崎知牧区は大分教区に昇格。
- 1962年（昭和37年）4月16日 - 新潟知牧区は新潟教区に、名古屋知牧区は名古屋教区に昇格。
- 1963年（昭和38年）9月13日 - 四国知牧区は高松教区に昇格。
- 1969年（昭和44年）6月24日 - 大阪教区は大阪大司教区に昇格。
- 1972年（昭和47年）12月18日 - 琉球管理区は那覇教区に昇格[注釈 3]。
- 2003年（平成15年）3月31日 - 浦和教区はさいたま教区に改称[注釈 4]。
- 2023年（令和5年）8月15日 - 大阪教区と高松教区を統合し、大阪高松大司教区を設立。

## 日本で活動する主な修道会
日本国内には891の修道会・修道院があるが、その中の一部を示す。

### 男子修道会
- イエズス会（上智大学、栄光学園、六甲中学校・高等学校などを経営）
- コンベンツァル聖フランシスコ修道会（仁川学院、聖母の騎士高等学校、聖母の騎士社、などを経営）
- 神言会（南山大学などを経営）
- 聖ヴィアトール修道会（洛星中学校・高等学校を経営）
- トラピスト会（厳律シトー会）
- フランシスコ会
- マリア会（暁星学園、札幌光星学園、長崎海星中学校・高等学校などを経営）
- ラ・サール会（鹿児島のラ・サール学園、函館ラ・サール学園を経営）
- レデンプトール会（グロリア少年合唱団などを設立）
- キリスト教修士会（聖光学院中学校・高等学校《横浜市》などを経営）
- サレジオ会（サレジオ学院、大阪星光学院中学校・高等学校などを経営）

など多数

### 女子修道会
- シャルトル聖パウロ修道女会（白百合学園を経営）
- 聖心会（聖心女子大学、聖心インターナショナルスクールなどを経営）
- 幼きイエス会（英語版）（旧サンモール修道会）（雙葉学園、サンモール・インターナショナルスクールなどを経営）
- 長崎純心聖母会（東京純心大学などを経営）
- ヌヴェール愛徳修道会（英語版）（聖母女学院の母体修道会）
- 聖ドミニコ宣教修道女会（聖カタリナ大学同短期大学部、聖カタリナ学園高等学校、京都聖カタリナ高等学校、光ヶ丘女子高等学校などを経営）

など多数

## 著名人の信徒
- 青田昇（元プロ野球選手・監督）
- 秋吉久美子（女優）[9]
- アグネス・チャン（歌手）[10][11]
- 麻丘めぐみ（歌手）[12]
- 麻生太郎（元首相）
- 天野貞祐（哲学者、文部大臣）
- 有吉佐和子（作家）
- 磯見辰典（上智大学名誉教授、西洋史学）[13]
- 犬養道子（評論家、犬養毅の孫）
- 江藤俊哉（ヴァイオリニスト）
- 遠藤周作（作家）
- 大原富枝（作家）
- 岡田知子（カンボジア文学研究者）
- 緒方貞子（国際政治学者、元国連難民高等弁務官、元JICA理事長）
- 小川国夫（作家）
- 小倉昌男（元ヤマト運輸会長、ヤマト福祉財団創立者。救世軍から転向）[14][15][16][17]
- 加賀乙彦（作家、精神科医）
- 加藤周一（評論家）
- 加藤一二三（棋士）[18]
- 川上とも子（声優）
- 小林陽太郎（元富士ゼロックス会長）[19]
- 澤田昭夫（筑波大学名誉教授、西洋史）
- 三田一郎（名古屋大学名誉教授、神奈川大学工学部教授、物理学者）
- 三遊亭らん丈（落語家・真打）[20]
- 下柳剛（元プロ野球選手・野球解説者）[21]
- 正田昭（死刑囚、獄中で受洗）
- 新谷のり子（歌手）
- 須賀敦子（作家）
- 清涼院流水（作家、英訳者、The BBB編集長）
- 曽野綾子（作家）
- ゾマホン・ルフィン（タレント、ベナン共和国駐日大使）
- 辰巳芳子（料理研究家、随筆家）
- 髙田三郎（作曲家、典礼聖歌作曲者）
- 高田渡（フォーク歌手）
- 高橋たか子（作家、元修道女。高橋和巳夫人）
- 高橋ヒロ（男性テディベアアーティスト）
- 高橋ミチ（女性テディベアアーティスト）
- 田中耕太郎（商法・法哲学者、元文部大臣、第2代最高裁長官）
- 田中澄江（作家）
- 丹下健三（建築家 東京カテドラル聖マリア大聖堂設計者）
- 団藤重光（東京大学名誉教授、刑法学、元最高裁判所裁判官）
- 円谷英二（映画監督、特殊撮影技術者）
- 出門英（歌手、ヒデとロザンナ）
- 土居健郎（精神科医、「甘えの構造」の著者）[22]
- 永井隆（被爆医師）
- 袴田巌（元死刑囚、1984年獄中で受洗）
- 蓮田太二（慈恵病院院長、「赤ちゃんポスト」設置者）[23]
- 羽生理恵（元歌手・女優、羽生善治夫人）[24]
- 濱尾実（東宮侍従、濱尾文郎枢機卿・元横浜司教の実兄）
- 原敬（元首相）
- 樋口廣太郎（アサヒビール社長）
- 深田祐介（作家）
- フジ子・ヘミング（ピアニスト）
- 星野英一（東京大学名誉教授、民法学）
- 細川珠生（政治評論家）
- 細川貂々（漫画家）[25]
- 本田維憲（元日出町町長）
- 前川清（歌手）
- 毬谷友子（女優）
- 三浦朱門（作家、元文化庁長官）
- 三淵忠彦（初代最高裁長官）
- 宮澤俊義（東京大学名誉教授、憲法学者）
- 村上陽一郎（東京大学名誉教授、科学史）
- 村木嵐（作家）[26]
- 村松英子（女優）
- 惠隆之介（評論家、ジャーナリスト、元海上自衛官）[27]
- 森田順平（俳優、声優）[28]
- 本島等（元長崎市長）
- 矢代静一（劇作家・脚本家）
- 安岡章太郎（作家）
- 山下俊一（県立福島医科大学 副学長）
- 山谷えり子（参議院議員、元衆議院議員）
- 山本信次郎（海軍少将）
- 山本正（日本国際交流センター理事長）[29]
- 山本直純（指揮者）
- 山本容子（版画家）
- 吉田茂（外交官、政治家、第45代内閣総理大臣他を歴任）